# Народный комиссариат связи СССР
Народный комиссариат связи СССР (НКС СССР, Наркомсвязь СССР) — центральный орган государственного управления СССР, в 1932—1946 годах ведавший вопросами организации и деятельности различных видов связи, в том числе почт и телеграфов.

## Краткая история
17 января 1932 года Народный комиссариат почт и телеграфов СССР (НКПТ СССР) постановлением ЦИК и СНК был переименован в Народный комиссариат связи СССР. Сохранил структуру центрального аппарата и местных органов связи НКПТ СССР.
В годы Великой Отечественной войны работники и учреждения Наркомсвязи СССР сделали большой вклад в оборону страны и победу над гитлеровской Германией. Так, газета «Известия» от 6 октября 1944 года сообщала:
Дорогой Иосиф Виссарионович!
Связисты предприятий и учреждений Народного Комиссариата Связи СССР, воодушевлённые достигнутыми под Вашим гениальным Верховным Главнокомандованием историческими победами доблестной Красной Армии и преисполненные огромным желанием помочь ей в быстрейшем и окончательном разгроме ненавистного врага, дополнительно к ранее переданным на строительство танков 10 миллионам рублей, собрали из своих личных сбережений 1 миллион рублей на постройку эскадрильи связных самолётов.
Просим Вас присвоить построенным на собранные связистами средства самолётам названия «Советский связист» и передать их от имени советских связистов Красной Армии.
От всего сердца желаем Вам, Иосиф Виссарионович, долгих лет жизни и доброго здоровья на благо нашей прекрасной Родины.
Народный комиссар связи СССР К. СЕРГЕЙЧУК
Председатель ЦК профсоюза работников связи Н. БАХГОРСКИЙ
Прошу передать связистам предприятий и учреждений Народного Комиссариата СССР, собравшим дополнительно 1 миллион рублей на постройку эскадрильи связных самолётов «Советский связист», — мой братский привет и благодарность Красной Армии.
И. СТАЛИН
15 марта 1946 года Наркомат был преобразован в Министерство связи СССР.

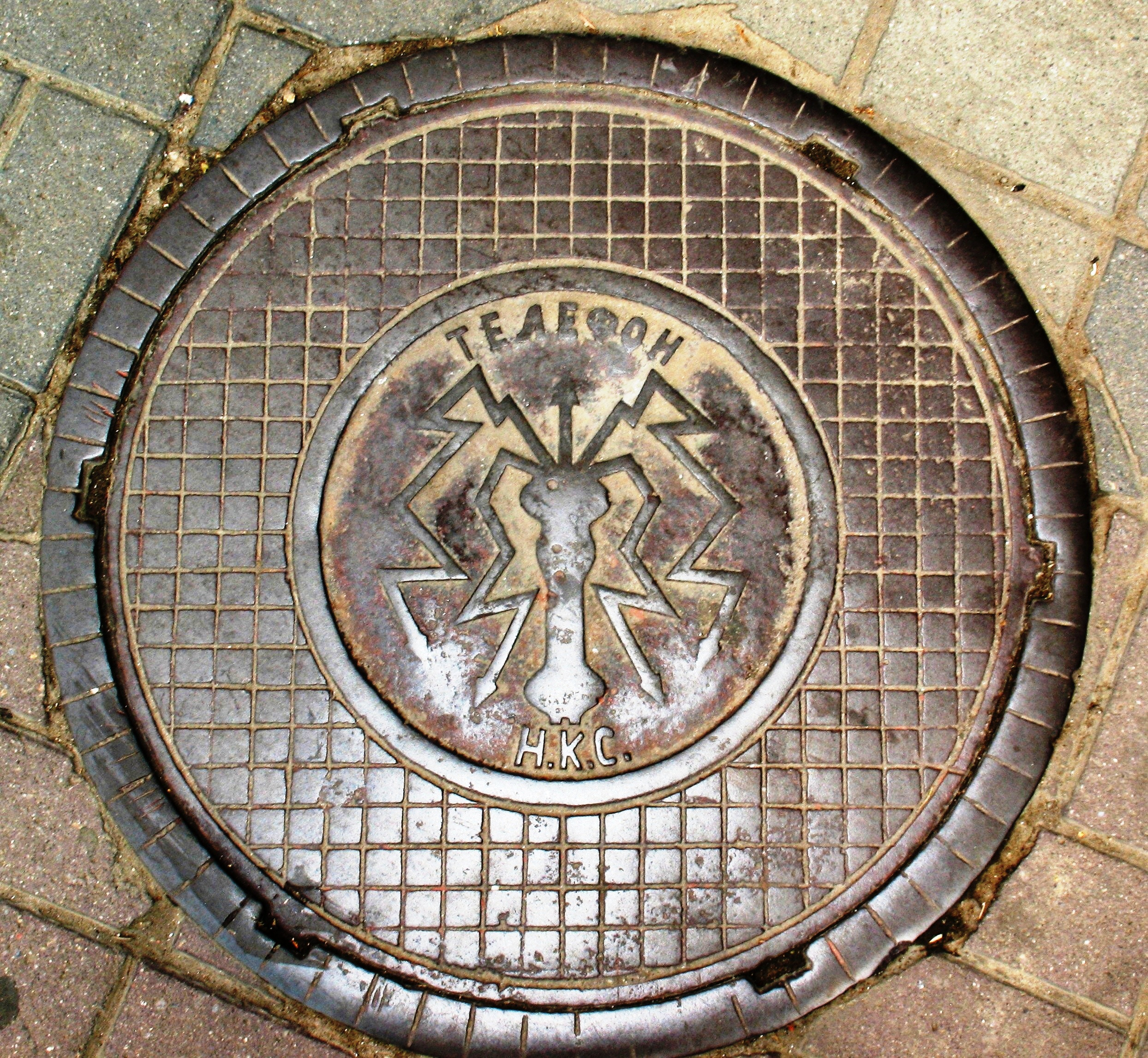
Вариант люка коммуникаций с надписью «Телефон. Н. К. С. (Народный комиссариат связи)»
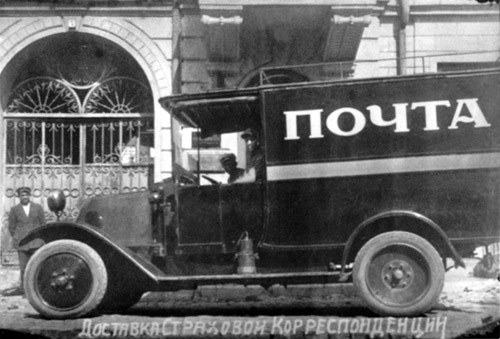
Почтовый автомобиль (1930-е годы)
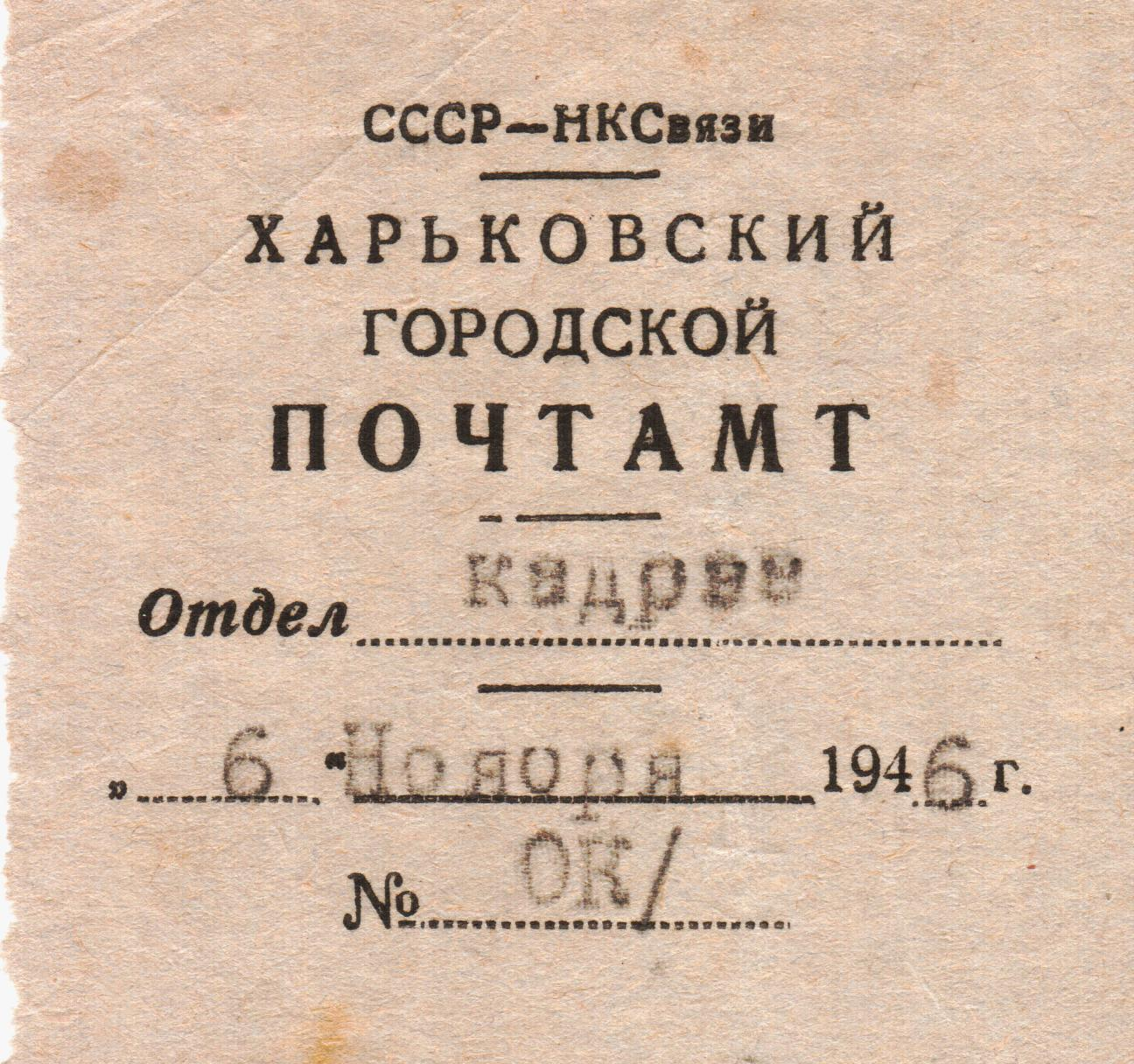
Угловой штамп Харьковского почтамта НКС (1946)

## Народные комиссары связи СССР
В разные годы эту должность занимали:
- 17 января 1932 — 26 сентября 1936 — Алексей Иванович Рыков;
- 26 сентября 1936 — 3 апреля 1937 — Генрих Григорьевич Ягода;
- 5 апреля 1937 — 16 августа 1937 — Иннокентий Андреевич Халепский;
- 16 августа 1937 — 24 декабря 1938 — Матвей Давыдович Берман;
- 10 мая 1939 — 20 июля 1944 — Иван Терентьевич Пересыпкин;
- 20 июля 1944 — 15 марта 1946 — Константин Яковлевич Сергейчук.

## Государственные коллекции марок
В декабре 1932 — апреле 1933 года государственные коллекции почтовых марок, тогда находившиеся в введении Народного комиссариата связи СССР, экспонировались на Всесоюзной филателистической выставке в Москве и Ленинграде. На выставочных стендах экспозиции были представлены и тематические коллекции: «Владимир Ильич Ленин», «Великая Октябрьская социалистическая революция», «Труд», «Техника» и др.

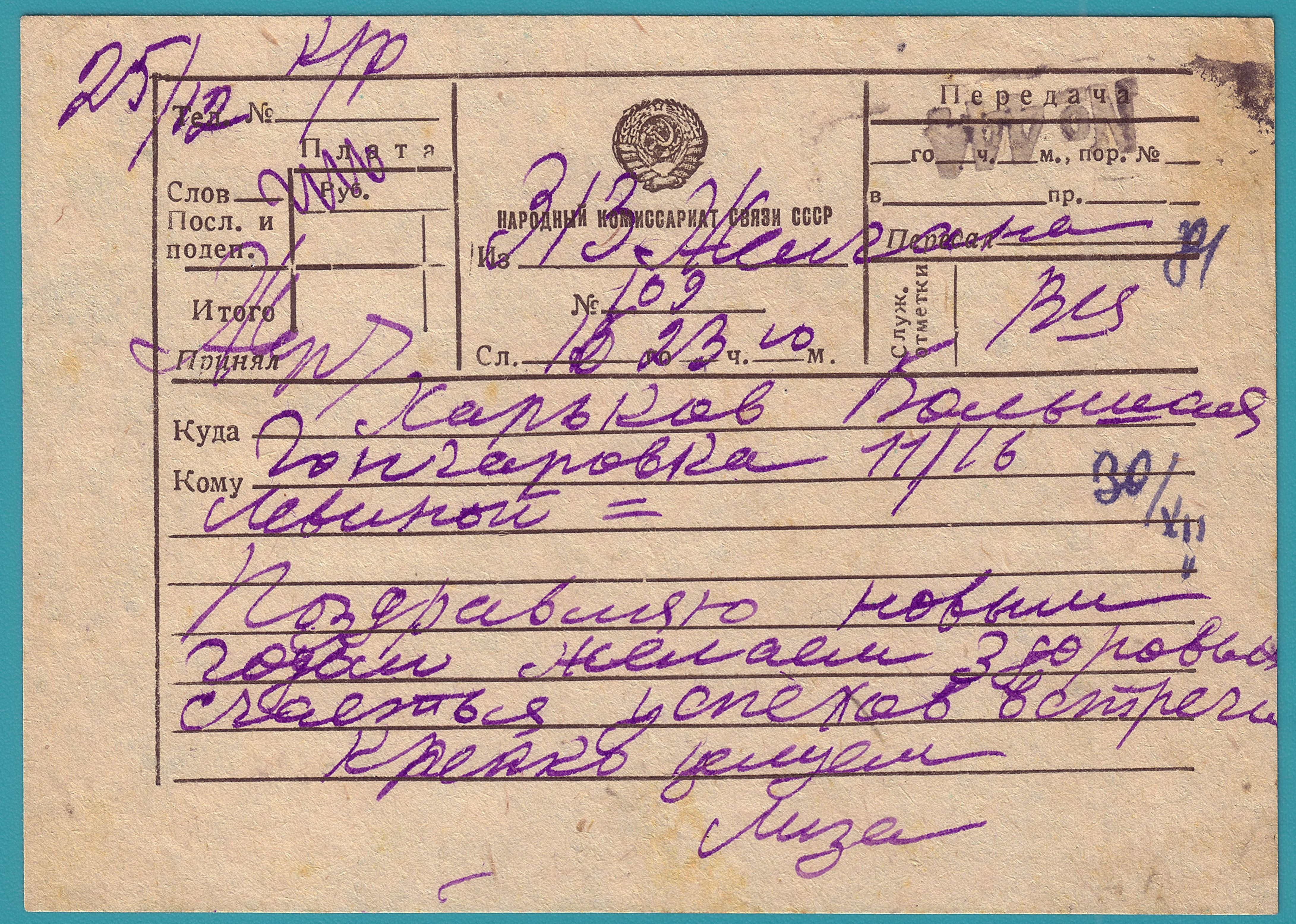
Телеграмма НКС 1944 года из эвакуации (Желгана) в освобождённый Харьков
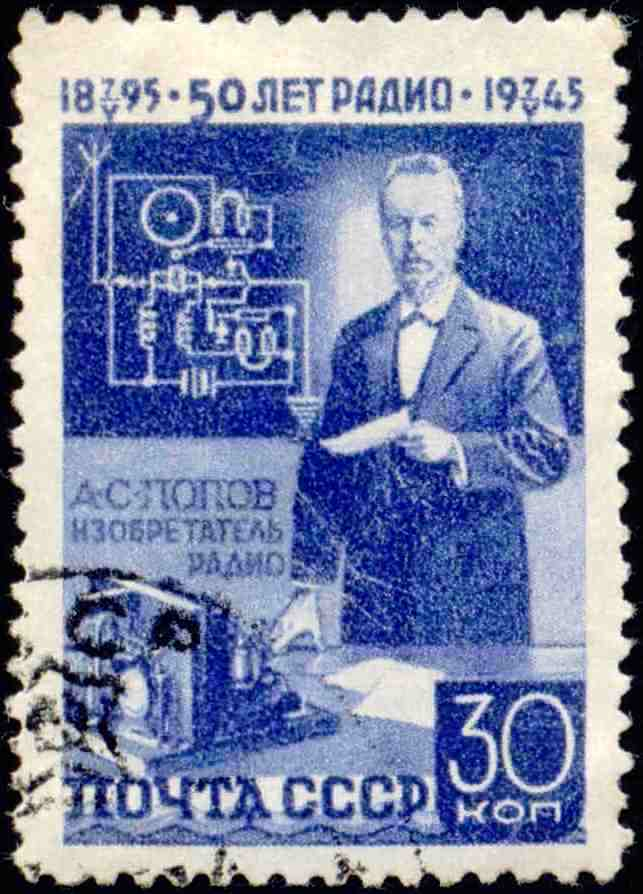
50 лет со дня изобретения радио А. С. Поповым (1945): одна из почтовых марок СССР, за выпуск которых также отвечал Наркомат связи